# 仁首镇
仁首镇，是中华人民共和国江西省宜春市靖安县下辖的一个乡镇级行政单位。

## 行政区划
仁首镇下辖以下地区：
朝阳社区、团结村、石上村、石下村、大团村、茂埠村、两利村、金田村、仁首村、莲塘村、周口村、象湖村、棠港村和仁首森工站生活区。